# Heckenransbach
Heckenransbach ist ein Ortsteil der französischen Gemeinde Ernestviller (deutsch: Ernstweiler) in der Region Grand Est (bis 2015 Lothringen), drei Kilometer südöstlich von Ernstweiler.

## Geschichte
Die Ortschaft war früher lothringisch und gehörte hälftig zu Püttlingen und Blieskastel. Ältere Ortsbezeichnungen sind Ramespach (1149), Ramesbach, Ransbach (1196), und Hecken-Ranspach (1779) sowie Heckenranschbach.
Die Souveränität über den Ort war im 18. Jahrhundert zwischen den Grafen von der Leyen und Frankreich strittig. Im Jahre 1781 übergab Graf Philipp Franz von der Leyen die strittige Oberhoheit über Heckenransbach mit einer Reihe weiterer Orte an Frankreich und erhielt sie als Lehen unter dem Namen „Baronie de Welferding“ zurück. Im Jahre 1784 verkaufte er die Baronie an den Comte de Vergennes Charles Gravier (frz. Außenminister von 1774 bis 1787). 1790 kam Heckenransbach zum Departement Moselle und teilt seitdem die Geschichte des Departements. 1811 wurde Heckenransbach nach Ernstweiler eingemeindet.

## Sehenswürdigkeiten
- Die Kapelle und ehemalige Pfarrkirche Mariä Heimsuchung, mit einem Wehrturm aus dem 13. Jahrhundert, seit 1930 klassifiziert als Monument historique
  - Romanische Glocke aus dem Kirchturm von Heckenransbach, älteste gegossene Glocke Lothringens
  - Holzskulptur der Jungfrau Maria mit Kind (13. Jahrhundert)
  - Hölzernes Bildnis der Heiligen Anna (18. Jahrhundert)

## Belege
1. ↑  Eugen H. Th. Huhn: Deutsch-Lothringen. Landes-, Volks- und Ortskunde, Stuttgart 1875, S. 391 (books.google.de).
2. ↑  Franz Xaver Kraus: Kunst und Alterthum in Elsass-Lothringen. Beschreibende Statistik. Band III: Kunst und Althertum in Lothringen, Friedrich Bull, Straßburg 1886, S. 197–199 (Google Books).
3. ↑  Heckenransbach – Notice Communale, cassini.ehess.fr